# Jarosław Sęp
Jarosław Henryk Sęp – polski inżynier, profesor nauk technicznych.

## Życiorys
W 1988 ukończył studia budowy i eksploatacji maszyn na Politechnice Rzeszowskiej im. Ignacego Łukasiewicza, w 1995 obronił pracę doktorską pt. Właściwości tribologiczne elementów ślizgowych z powierzchniową warstwą dwuskładnikową, której promotorem był prof. Jerzy Łunarski w 2007 habilitował się. W 2014 uzyskał tytuł profesora nauk technicznych. Pracuje na Politechnice Rzeszowskiej im. Ignacego Łukasiewicza.
Jest wiceprezesem Polskiego Towarzystwa Tribologicznego, oraz należy do Rady Dyscypliny Naukowej - Inżynierii Mechanicznej PRz.
Został członkiem Komitetu Budowy Maszyn PAN, oraz był członkiem prezydium Komitetu Inżynierii Produkcji Polskiej Akademii Nauk.

## Odznaczenia
- Złoty Krzyż Zasługi (2016)[4]